# Petrochelidon rufigula
Petrochelidon rufigula é uma espécie de ave da família Hirundinidae.
Pode ser encontrada nos seguintes países: Angola, República do Congo, República Democrática do Congo, Gabão e Zâmbia.